# 170e division d'infanterie (Allemagne)
Pour les articles homonymes, voir 170e division.
La  170e division d'infanterie (en allemand : 170. Infanterie-Division ou 170. ID) est une des divisions d'infanterie de l'armée allemande (Wehrmacht) durant la Seconde Guerre mondiale.

## Créations
La 170. Infanterie-Division est formée le 1er décembre 1939 à Munsterlager (en) dans le Wehrkreis X en tant qu'élément de la 7. Welle (7e vague de mobilisation).
Après un rôle de force d'occupation au Danemark et en France, la division est transférée vers la Roumanie où elle contribue à former des unités militaires roumaines. La division sert en permanence sur le front de l'Est combattant en Bessarabie et au sud de la Russie, y compris en Crimée.
Après avoir pris part à la prise de Sébastopol, elle est transférée dans le nord de la Russie où elle a servi avant à Leningrad et à Narva. La division reçoit des effectifs supplémentaires en février 1944, quand elle absorbe les restes de la 10. Feld-Division (L) dissoute.
Après d'intenses combats en Lituanie, en Pologne et en province de Prusse-Orientale, la plus grande partie de la division est capturée par les Soviétiques à Hela tandis que les autres éléments évacués par la mer sont capturés par les Britanniques à Kiel en mai 1945.

## Organisation

### Commandants
| Date                               | Grade           | Commandant      |
| ---------------------------------- | --------------- | --------------- |
| 1er décembre 1939 - 8 janvier 1942 | Generalleutnant | Walter Wittke   |
| 8 janvier 1942 - 15 février 1943   | Generalleutnant | Erwin Sander    |
| 15 février 1943 - 15 février 1944  | Generalleutnant | Walther Krause  |
| 15 février 1944 - 16 février 1944  | Generalmajor    | Franz Griesbach |
| 16 février 1944 - 8 mai 1945       | Generalleutnant | Siegfried Haß   |

### Officiers d'opérations (Generalstabsoffiziere (Ia))
| Date                              | Grade          | Commandant                 |
| --------------------------------- | -------------- | -------------------------- |
| 5 janvier 1940 - 10 avril 1941    | Oberstleutnant | Kurt Lottner               |
| 10 avril 1941 - 15 avril 1943     | Major          | Fritz Poleck               |
| 15 avril 1943 - 1er décembre 1943 | Oberstleutnant | Wolf-Dietrich von Zawadzky |
| ? 1943 - ? mars 1944              | Oberstleutnant | Horst Albinus              |
| 15 mars 1944 - 10 août 1944       | Oberstleutnant | Erich Sachße               |
| 1er octobre 1944 - 22 avril 1945  | Major          | Ernst Weger                |
| 25 avril 1945 - 11 mai 1945       | Major          | Ernst Albrecht             |

## Théâtres d'opérations
- Allemagne : Décembre 1939 - Avril 1940
- Avril 1940 - Juillet 1940
  - Opération Weserübung, invasion du Danemark
- France : Juillet 1940 - Février 1941
- Allemagne : Février 1941 - Mai 1941
- Roumanie : Mai 1941 - Juin 1941
- Front de l'Est, secteur Sud : Juin 1941 - Juillet 1942
- Front de l'Est, secteur Nord : Juillet 1942 - Juillet 1944
- Front de l'Est, secteur Centre : Juillet 1944 - Septembre 1944
- Front de l'Est, secteur Nord : Septembre 1944 - Mars 1945
- Prusse orientale : Mars 1945 - Mai 1945

## Ordres de bataille
1939
- Infanterie-Regiment 391
- Infanterie-Regiment 399
- leichte Artillerie-Abteilung 240

1940
- Infanterie-Regiment 391
- Infanterie-Regiment 399
- Infanterie-Regiment 401
- Artillerie-Regiment 240
  - I. Abteilung
  - II. Abteilung
  - III. Abteilung
  - IV. Abteilung
- Pionier-Bataillon 240
- Panzerabwehr-Abteilung 240
- Infanterie-Divisions-Nachrichten-Abteilung 240
- Infanterie-Divisions-Nachschubführer 240

1944
- Grenadier-Regiment 391
- Grenadier-Regiment 399
- Grenadier-Regiment 401
- Divisions-Füsilier-Bataillon 170
- Artillerie-Regiment 240
  - I. Abteilung
  - II. Abteilung
  - III. Abteilung
  - IV. Abteilung
- Pionier-Bataillon 240
- Feldersatz-Bataillon 240
- Panzerabwehr-Abteilung 240
- Infanterie-Divisions-Nachrichten-Abteilung 240
- Infanterie-Divisions-Nachschubführer 240

## Décorations
Des membres de cette division ont été récompensés à titre personnel pour leurs faits de guerre:
- Insigne de combat rapproché
  - en or: 1
- Agrafe de la liste d'honneur : 25
- Croix allemande
  - en or : 83
- Croix de chevalier de la Croix de fer
  - 35
  - 1 non officielle